# Турцевичи
Турце́вичи (бел. Турцэ́вічы) (до 12 июля 1965 года Колбасичи) — деревня в Горбовичском сельсовете Калинковичского района Гомельской области Беларуси.
Деревня названа именем уроженца деревни, Героя Советского Союза Николая Фёдоровича Турцевича.

## География

### Расположение
В 7 км на северо-запад от районного центра и железнодорожной станции Калинковичи (на линии Гомель — Лунинец), 130 км от Гомеля. Имеет общую границу с деревней Горбови́чи.

### Гидрография
На восточной окраине канал Ненач, приток реки Припять.

## Транспортная сеть
Рядом автодорога М10 Гомель — Лунинец. Планировка состоит из чуть изогнутой улицы, близкой к меридиональной ориентации, которая на юге и востоке центры пересекается короткими изогнутыми улицами. Застройка двусторонняя, деревянная усадебного типа.

## История
По письменным источникам известна с XVIII века как деревня в Мозырском повете Минского воеводства Великого княжества Литовского. После 2-го раздела Речи Посполитой (1793 год) в составе Российской империи. В 1795 году владение Аскерко. При разграничении земель в 1867 году власти игнорировали требования крестьян, что привело к выступлениям жителей. В 1871 году дворянин А. Болтуц владел в деревне 310 десятинами земли, водяной и конной мельницами. Рядом с деревней экспедицией И. И. Жилинского в 1878-80 годы проложен магистральный канал Ненач. Согласно переписи 1897 года действовали церковь, церковно-приходская школа, хлебозапасный магазин. В 1908 году в Дудичской волости Речицкого уезда Минской губернии.
В 1930 году организован колхоз, действовала начальная школа (в 1935 году 63 ученика). Во время Великой Отечественной войны была захвачена немецкими войсками, а 14 января 1944 года освобождена от немецкой оккупации частями 75-й гвардейской стрелковой дивизии. В мае-июне 1944 года в деревне размещались жители из деревни Горбовичи, которая находилась в прифронтовой зоне. 54 жителя погибли на фронте. Согласно переписи 1959 года в составе подсобного хозяйства производственного объединения «Райсельхозхимия» (центр — деревня Горбовичи). Расположены фельдшерско-акушерский пункт, детский сад.

## Население

### Численность
- 2004 год — 184 хозяйства, 501 житель.

### Динамика
- 1795 год — 30 дворов.
- 1885 год — 208 жителей.
- 1897 год — 42 двора, 350 жителей (согласно переписи).
- 1908 год — 51 двор, 422 жителя.
- 1959 год — 723 жителя (согласно переписи).
- 2004 год — 184 хозяйства, 501 житель.

## Известные уроженцы
- Н. Ф. Турцевич — Герой Советского Союза.
- Г. М. Игнатенко — комиссар партизанской бригады имени С. М. Будённого Пинской области.